# Mosquée Essalamm de Rotterdam
La mosquée Essalamm est un édifice religieux destiné au culte musulman, situé à Rotterdam, dans l'arrondissement de Feijenoord,. Son dôme fait 25 mètres de hauteur et les minarets une hauteur de 50 mètres. Un premier bâtiment cultuel, fondée en 1987, est devenu trop exigu. La construction de l'actuel bâtiment, entre 2003 et 2010, a permis une ouverture le 17 décembre 2010.